# 138 Rezerwowa Kompania Saperów
138 Rezerwowa  Kompania Saperów (138 rez. ksap) – pododdział saperów Wojska Polskiego II RP.

## Historia kompanii
138 kompania saperów rezerwowych nie  występowała w organizacji pokojowej Wojska Polskiego była mobilizowana w alarmie z terminem gotowości w ciągu 44 godzin przez 3 Batalion Saperów Wileńskich.  Zgodnie z planem mobilizacyjnym kompania została przydzielona do Armii  Modlin jako oddział poza dywizyjny. 16 września kompania znajdowała się w Warszawie i wciąż jeszcze była w fazie organizacji.

## Dowódca kompanii
- ppor. Czarnecki

## Obsada
- 3 oficerów
- 68 szeregowych